# 폴리클레이토스

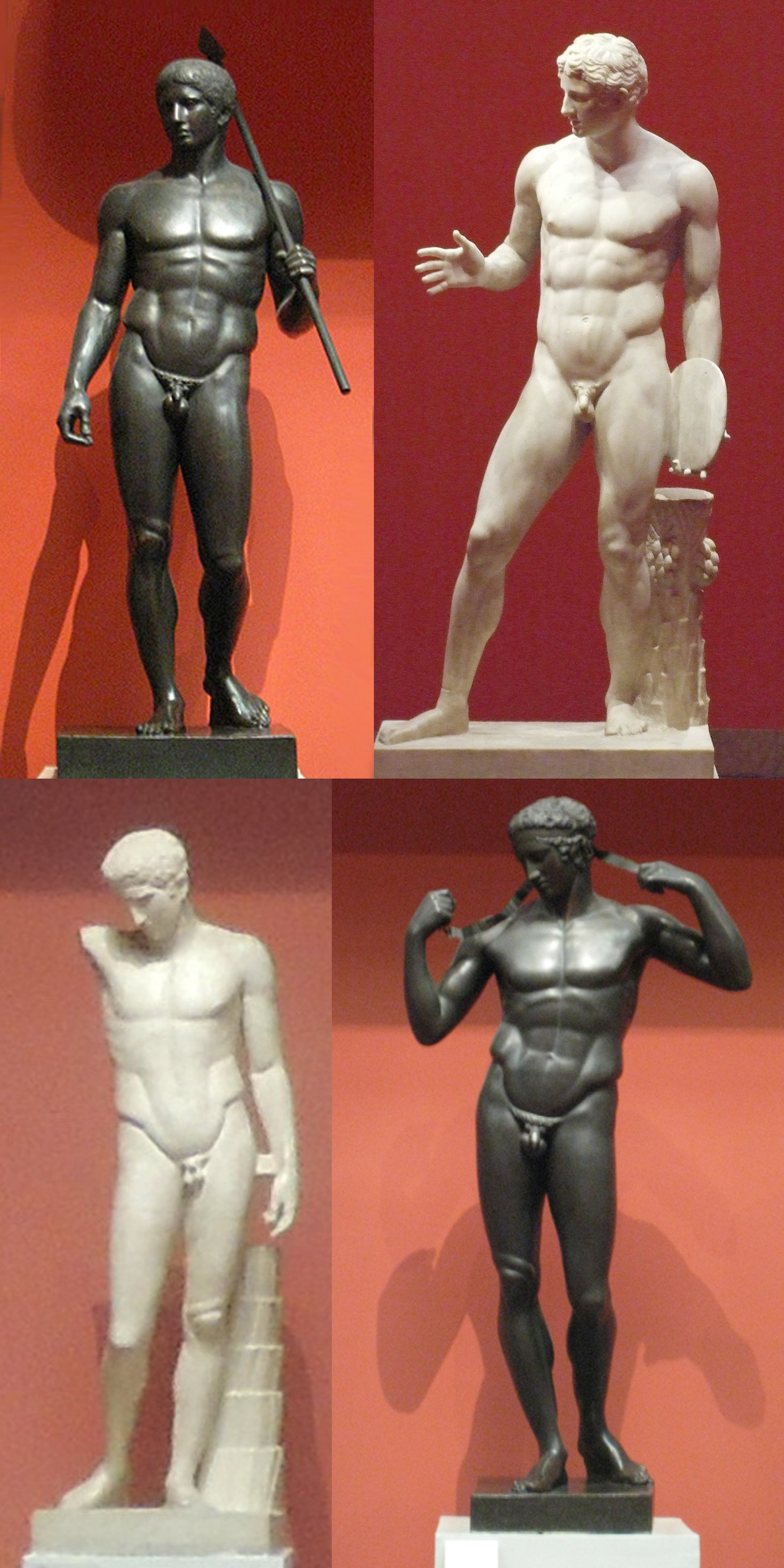

폴리클레이토스(Πολύκλειτος, BC ?~420)는 고대 그리스의 조각가이다.
페이디아스와 함께 전기 고전주의파의 조각가로, 사람 몸의 구성을 머리와 팔의 길이를 기준으로 나누어서, 이상적인 아름다움의 표준을 처음으로 만든 조각가로 알려져 있으며, 저서 <카논(규범)>은 그것에 관한 연구를 설명한 책이다. 그 이론을 실제에 옮긴 작품 <창을 잡은 남자의 상>은 육체의 아름다움을 완전히 나타낸 걸작으로 꼽힌다. 그는 특히 청동 조각에 뛰어났다.